# Arnium cervinum
Arnium cervinum är en svampart som beskrevs av N. Lundq. 1972. Arnium cervinum ingår i släktet Arnium och familjen Lasiosphaeriaceae.   Inga underarter finns listade i Catalogue of Life.